# Ralph reichts
Ralph reichts (englischer Originaltitel: Wreck-It Ralph) ist ein US-amerikanischer Animationsfilm und der 52. abendfüllende Trickfilm der Walt Disney Company. Er hatte am 2. November 2012 in Nordamerika sein Kinodebüt und kam am 6. Dezember 2012 in Deutschland, Österreich und der Schweiz in die Kinos. Der Disney-Film wurde im Format Disney Digital 3-D animiert. Regie führte Rich Moore, der bereits bei Die Simpsons und Futurama als Regisseur tätig gewesen war. Zentrales Thema des Films ist das Leben von Videospielfiguren hinter den Kulissen. 2018 kam die Fortsetzung unter dem Titel Chaos im Netz ins Kino.

## Handlung
Der Titelheld „Randale-Ralph“ ist nach 30 Jahren unzufrieden mit seiner Rolle als Bösewicht in dem Arcade-Spiel Fix-It Felix Jr., da er auch nach Feierabend von den übrigen Spielfiguren ausgegrenzt wird. Nach einem Treffen der Selbsthilfegruppe Anonyme Bösewichte innerhalb des Pacman-Labyrinths trifft er in dem Barkeeper-Spiel Tapper einen ausgebrannten Soldaten aus dem Ego-Shooter Hero’s Duty.
Er schmuggelt sich in das fremde Science-Fiction-Spiel, um die eigentlich für den Spieler vorgesehene Heldenmedaille zu ergattern und damit Felix und die anderen Figuren zu beeindrucken. Zunächst überwältigt von der düsteren Umgebung und der hektischen Spielemechanik klettert er in einer Spielepause den zu erstürmenden Turm hinauf und nimmt die Heldenmedaille entgegen, die ihm von holographischen Militärs in Ehrenformation überreicht wird. Versehentlich beschädigt er ein Ei der zu bekämpfenden Cy-Bugs und fliegt mit einer Rettungskapsel in das niedliche Kart-Rennspiel Sugar Rush. Dabei scheint er den Käfer zunächst loszuwerden, was sich aber später als Irrtum herausstellt, da die Käfer sich aufgrund ihrer einfachen Programmierung wie ein Computervirus verhalten und unbemerkt vermehren.
Bei dem Versuch, seine verlorengegangene Medaille zurückzuholen, trifft Ralph auf Vanellope von Schweetz, die seine Medaille kurzerhand entwendet und als Wetteinsatz zum Qualifying für den Auswahlbildschirm des nächsten Spieltags benutzt. Da Vanellope als Programmierfehler (Glitch) ebenfalls eine Außenseiterin ist und wie Ralph unter Ausgrenzung leidet, verbünden sie sich, um in einem integrierten Mini-Spiel einen Rennwagen zu backen und für das anstehende Rennen zu trainieren.
Mittlerweile macht sich Fix-It Felix Jr. auf die Suche nach seinem fehlenden Gegenspieler, weil dem defekten Spiel Fix-It Felix Jr. sonst die Abschaltung droht. Der weibliche Sergeant Calhoun aus Hero’s Duty versucht unterdessen, das entflohene Roboterinsekt vor der Eiablage aufzuspüren und zeigt sich unbeeindruckt von den missglückten Flirtversuchen des verliebten Felix. Felix wird auf der Suche nach Ralph eingesperrt.
King Candy, welcher sich die Heldenmedaille aus dem Code des Spiels holen konnte, übergibt Ralph die Medaille und schafft es, ihn durch eine List zu überzeugen, dass Vanellope nicht am Rennen mitfahren darf, worüber Vanellope verärgert reagiert. Nachdem Ralph ihr Kart zerstört hat, kehrt er in sein eigenes Spiel zurück, wobei er feststellt, dass alle weg sind. Ralph, welcher die Medaille nicht mehr benötigt, wirft diese gegen die Innenseite des Bildschirms, wobei ihm auffällt, dass ein Bild von Vanellope auf der Seite des Automaten ist, was heißt, dass Vanellope kein Fehler sein kann.
Vom Diener von King Candy erfährt Ralph, dass Vanellope eine Rennfahrerin war, bis King Candy versucht hat, ihren Code zu löschen und von allen die Erinnerungen weggeschlossen hat. Ralph befreit Vanellope und Felix aus dem Gefängnis, welcher das Kart repariert. Vanellope tritt im Rennen gegen ihre Konkurrenten an, wobei sich schließlich King Candy als der eifersüchtige Turbo entpuppt, der – nachdem sein technisch unterlegenes Rennspiel an Popularität verlor – die Programmierung konkurrierender Motorsportspiele manipuliert hat.
Vanellope kann ihn im Rennen bezwingen, wobei jedoch die Sugar-Rush-Welt von der eingeschleppten Käferplage überrannt wird und evakuiert werden muss. Einzig Vanellope kann das Spiel nicht verlassen. So kommt es zum Showdown zwischen Ralph und dem inzwischen weiter mutierten Turbo. In einem letzten Kraftakt zerstört Ralph vorsätzlich jene Bergkuppe, unter der sich eine Tropfsteinhöhle voller Mentos befindet. Der Sturz der Mentos-Stalaktiten in den heißen Cola-See führt zu einem hell leuchtenden Geysir, der auf die Insekten inklusive Turbo wie ein elektrischer Insektenvernichter wirkt. Ein Reset des Spiels enthüllt, dass Vanellope die eigentliche Hauptfigur des Rennspiels ist. Des Weiteren wird klar, dass das „Glitchen“ eine spezielle Fähigkeit von ihr ist.
Ralph kehrt in sein ursprüngliches Spiel zurück. Er findet sich mit seiner Rolle ab, sorgt jedoch dafür, dass alle obdachlosen Spielfiguren ausgemusterter Retro-Spiele eine Behausung in der Spielewelt von Fix-It Felix Jr. erhalten und in ein Bonus-Level integriert werden. Der Film endet mit einer Hochzeit zwischen Felix und Sergeant Calhoun. Ralph und Vanellope, die nun das Spiel verlassen kann, sind Trauzeugen.

## Kritiken
Die deutschen Filmkritiker lobten die kreativen Ideen mit ihren zahlreichen Querverweisen zur Videospielhistorie, die neben der humorvollen Geschichte den Film zum Generationen übergreifenden Familienfilm machen. Die Redakteure der Computerspielezeitschrift GameStar fürchteten, dass sich einige Wortspiele schwer aus dem Englischen transportieren lassen.

„Mit diesem Animationsfilm beweist Regisseur Rich Moore […] durchaus sein Talent fürs Komische. Mit skurrilem Witz taucht er in die Welt von Videospielen ein und verleiht deren Figuren ein Eigenleben jenseits der Spiele. Tolle Ideen, viele witzige Details und eine Menge Gags sorgen für spaßige Unterhaltung. Nur die schlechten Songs – hier wurde zeitgemäß mit charmant verwechselt – schmälern das Vergnügen.“

„Ein pointierter, souverän inszenierter 3D-Trickfilm für die ganze Familie, der die handwerklich liebevoll gestaltete Handlung visuell wie dramaturgisch dazu nutzt, den Fluch einer immer rasanteren Technik aufzuspießen.“

„Ralph reichts ist ein rundum gelungener Animationsfilm für die ganze Familie. Kinder werden mit der einfachen Geschichte, sympathischen Figuren, witzigen Einfällen und fantasievollen Schauplätzen ihren Spaß haben, ältere Semester erfreuen sich an den zahlreichen Anspielungen auf Klassiker aus der Videospiel- bzw. Spielautomatenwelt.“

Die Deutsche Film- und Medienbewertung (FBW) zeichnete den Film mit dem Prädikat „besonders wertvoll“ aus. Aus der Jurybegründung:

„Den Machern von RALPH REICHT’S ist dieses Kunststück gelungen. Ein intelligentes Script, dessen Realisierung in die besten Hände gelegt wurde, ergibt perfekte Kinounterhaltung auf höchstem Niveau. Überraschender Weise muss man die aufgegriffenen Videospiele weder kennen noch mögen, um dem Charme des Films zu erliegen. Das liegt daran, dass hier einfachste Pixelfiguren zu echten Charakteren verdichtet werden, die bei aller Realität in Bewegung und Äußerem trotzdem stets in ihren Möglichkeiten verortet bleiben. Und wie so oft in dieser CGI-Liga ist die Story wieder gespickt mit Filmzitaten, die das Cineastenherz erfreuen werden. […]
RALPH REICHT’S ist die technisch perfekte Umsetzung einer eigentlich kleinen Idee, die von einem stets spannenden und humorvollen Drehbuch zu Spielfilmlänge ausgebaut wurde. Und trotz aller visueller Größe und dem knallbunten Ideen- und Action-Feuerwerk liegt eine Besonderheit im liebenswerten Charme, den sich der Film bewahrt.“

## Auszeichnungen
Gewonnen
- Critics’ Choice Movie Awards 2013: Bester animierter Spielfilm
- National Board of Review Award: Bester Animationsfilm
- Satellite Awards 2012: Bester Animationsfilm
- Annie Awards 2013: Bester Animationsfilm, vier weitere Auszeichnungen
- Nickelodeon Kids’ Choice Awards 2013: Lieblings-Animationsfilm
- Die Deutsche Film- und Medienbewertung (FBW) verlieh dem Film das Prädikat „besonders wertvoll“[11]

Nominierungen
- Oscar: Bester animierter Spielfilm
- Golden Globe Award 2013: Bester Animationsfilm

## Synchronisation
Die Synchronisation gab die FFS Film- & Fernseh-Synchron GmbH in Berlin in Auftrag. Tobias Neumann schrieb das Dialogbuch, Marcel Collé führte die Dialogregie.
| Rolle                                   | Englischer Sprecher  | Deutscher Sprecher   |
| --------------------------------------- | -------------------- | -------------------- |
| Randale-Ralph (englisch Wreck-It Ralph) | John C. Reilly       | Christian Ulmen      |
| Vanellope von Schweetz                  | Sarah Silverman      | Anna Fischer         |
| Fix-It Felix Jr.                        | Jack McBrayer        | Kim Hasper           |
| Sergeant Calhoun                        | Jane Lynch           | Vera Teltz           |
| King Candy/Turbo                        | Alan Tudyk           | Stefan Gossler       |
| Taffyta Muttonfudge                     | Mindy Kaling         | Tanya Kahana         |
| Markowski                               | Joe Lo Truglio       | Martin Kautz         |
| Mr. Litwak                              | Ed O’Neill           | Kaspar Eichel        |
| General Hologram                        | Dennis Haysbert      | Oliver Stritzel      |
| Mary                                    | Edie McClurg         | Katharina Lopinski   |
| Gene                                    | Raymond Persi        | Frank-Otto Schenk    |
| Zombie                                  | Raymond Persi        | Arne Elsholtz        |
| Don                                     | Jess Harnell         |                      |
| Deanna                                  | Rachael Harris       |                      |
| Roy                                     | Skylar Astin         |                      |
| Wynnchel                                | Adam Carolla         | Marc Sway            |
| Duncan                                  | Horatio Sanz         | Wolfgang Edelmayer   |
| Root Beer Tapper                        | Maurice LaMarche     | Tobias Lelle         |
| Moppet Girl                             | Stefanie Scott       | Soraya Richter       |
| Beard Papa                              | John DiMaggio        | Axel Lutter          |
| Sauer Drops (englisch Sour Bill)        | Rich Moore           | Jan Spitzer          |
| Zangief                                 | Rich Moore           | Klaus-Dieter Klebsch |
| Candlehead                              | Katie Lowes          |                      |
| Rancis Fluggerbutter                    | Jamie Elman          |                      |
| Jubileena Bing Bing                     | Josie Trinidad       |                      |
| Crumbelina di Caramello                 | Cymbre Walk          |                      |
| Schildkröte (englisch Turtle)           | Tucker Gilmore       | Marcel Collé         |
| Sugar-Rush-Ansager                      | Tucker Gilmore       |                      |
| Kohut                                   | Brandon Scott        | Oliver Siebeck       |
| Brad                                    | Tim Mertens          |                      |
| Clyde                                   | Kevin Deters         | Norbert Langer       |
| M. Bison                                | Gerald C. Rivers     | Tilo Schmitz         |
| Saitine                                 | Martin Jarvis        |                      |
| Cyborg                                  | Brian Kesinger       | Gerald Paradies      |
| Sonic                                   | Roger Craig Smith    | Tobias Müller        |
| Surge Protector                         | Phil Johnston        | Stefan Staudinger    |
| Ken                                     | Reuben Langdon       |                      |
| Ryu                                     | Kyle Hebert          | Christoph Krachten   |
| Yuni                                    | Jamie Sparer Roberts |                      |

## Gastauftritte
Zusätzlich zu den synchronisierten Rollen enthält Ralph reichts eine ganze Reihe von Videospielfiguren, die einen Gastauftritt im Film haben. Dazu gehören zum Beispiel Bowser aus den Super-Mario-Spielen, Dr. Eggman aus Sonic the Hedgehog, M. Bison und Zangief aus Street Fighter, Neff aus Altered Beast und viele mehr. Die Figuren aus Q*bert – Q*bert, Coily, Slick, Sam und Ugg – werden als Obdachlose gezeigt. Zusätzlich wird Mario während eines Gesprächs erwähnt. Pac-Man ist ein Gast auf Felix’ Feier. In der dem Spiel Tapper entsprechenden Bar begegnet er Frogger. In der Game Central Station (zu deutsch [Video]spiel-Zentralstation) ist Sonic auf einer Leinwand zu sehen und klärt den Zuschauer über die Gefahren auf, wenn jemand sein eigenes Spiel verlässt. Außerdem ist Sonic auch auf der Feier von Fix-It Felix Jr. zu sehen, gleich nachdem Ralph in der Tür steht. Später, als Ralph mit dem Raumschiff von Hero’s Duty in die Game Central Station nach Sugar Rush verschwindet, taucht Sonic noch mal auf, diesmal „real“; er verliert wegen Ralphs Flugkünsten sogar seine Ringe. Zum Schluss taucht er noch einmal als Gast auf der Hochzeit von Felix jr. und Sergeant Calhoun auf. Außerdem sind zwei Balken zu sehen die Ball spielen, ein Hinweis auf den Spieleklassiker Pong. Der Musiker Skrillex, der auch das Stück Bug Hunt der Filmmusik produziert hat, ist kurz als DJ auf der Feier zum 30. Jahrestag des Spiels Fix-It Felix Jr. zu sehen.

## Anspielungen
- Das Design von Fix-It Felix Jr. ist inspiriert vom Arcadenspiel Donkey Kong, Ralph erinnert an den Gorilla Donkey Kong und Felix mit seiner Arbeitskleidung an Mario.
- Ralph findet in der Fundsachenkiste aus der Bar einen Super-Pilz aus Super Mario und das Warnsymbol (Ausrufezeichen) aus der Metal-Gear-Solid-Reihe.
- Sergeant Calhoun ist mit ihrer Vergangenheit sehr mit Samus Aran aus den Metroid-Spielen zu vergleichen. Optisch erinnert sie an Nova aus dem StarCraft-Universum, außerdem ist ihr Nachname eine Anspielung auf Barney Calhoun aus der Half-Life-Serie.
- Der Begriff „Cy-Bugs“ ist in mehrerer Hinsicht eine Anspielung. In der Softwareentwicklung werden Programmfehler häufig „Bugs“ genannt. Zudem ist „Bugs“ in Military-Science-Fiction-Spielen und -Filmen ein abschätziger umgangssprachlicher Ausdruck für insektoide Gegner mit Schwarmverhalten. Ihre Kombination aus organischen Elementen mit Roboter-Technologie haben sie mit Cyborgs gemeinsam.
- An einer Wand der Game Central Station sind die Worte „Aerith lives“ („Aerith lebt“) zu lesen, eine Anspielung auf Aerith Gainsborough aus Final Fantasy VII.
- Das Rennspiel Sugar Rush ist eine Hommage an das Aufkommen der Fun-Racer Mitte der 1990er und zeigt Spielelemente von Mario Kart. Handlung und Figuren im Königreich sind von Alice im Wunderland und von Der Zauberer von Oz inspiriert. Als Palastwache dient ein Trupp Oreo-Kekse. Der Name des defekten Spieleravatars („Glitch“) ist ebenfalls Computerspieler-Jargon. Ebenfalls hört man, als Ralph vor den Wachen King Candys flüchtet, das für Darth Vader typische schwere Atmen.
- Mit Hilfe des Konami-Codes an einem NES-Controller kann sich King Candy Zugriff zur Programmlogik verschaffen und das Spiel zu seinen Gunsten manipulieren.
- Die Kombination von Mentos und Cola zu Fontänen gelangte durch YouTube-Videos zu Popularität.

## Sonstiges
Die Firma Sega hat sich für die Gastauftritte ihrer bekannten Figuren Sonic und Dr. Eggman im Film damit „bedankt“, dass in dem im gleichen Zeitraum erschienenen Videospiel Sonic & All-Stars Racing Transformed (produziert von Sumo Digital) die Figur Wreck-It Ralph als spielbarer Charakter enthalten ist.
Ralph, Felix, Vanellope und Calhoun haben Gesichtszüge ihrer Originalsprecher.

## Fortsetzung
Für den Herbst 2018 wurde eine Fortsetzung angekündigt. Am 28. Februar 2018 wurde der erste Trailer veröffentlicht. Die Fortsetzung Ralph Breaks the Internet kam am 21. November 2018 in die US-Kinos und am 24. Januar 2019 in den deutschsprachigen Kinos. Der deutsche Titel lautet Chaos im Netz.

## Veröffentlichung
DVD
- Ralph reichts. Walt Disney Studios Home Entertainment. 4. April 2013.
- Disney Classics 52: Ralph reichts. Walt Disney Studios Home Entertainment. 12. April 2018.

Blu-ray
- Ralph reichts. 2-Disk-Set: Blu-ray 2D + 3D. Walt Disney Studios Home Entertainment. 4. April 2013.[14]
- Disney Classics 52: Ralph reichts. Walt Disney Studios Home Entertainment. 12. April 2018.